# Louis Tuaillon

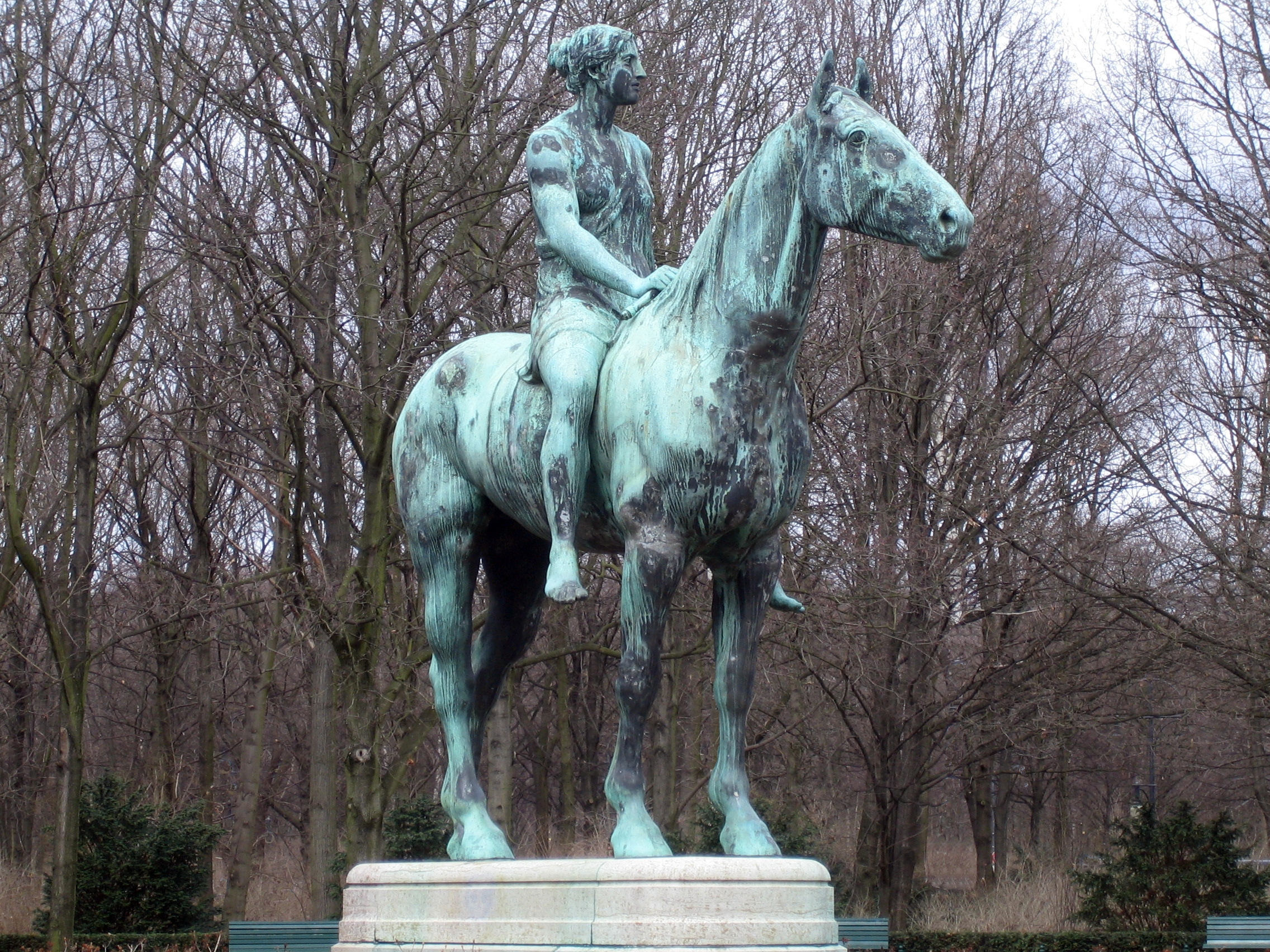
Amazona sobre caballo, 1895 (Tiergarten, Berlín), su obra más conocida.

Louis Tuaillon (Berlín, 7 de septiembre de 1862 - ibíd., 21 de febrero de 1919) fue un escultor prusiano. De 1879 a 1881, atendió a la Universidad de las Artes de Berlín (Hochschule für Bildende Künste), y después trabajó en el estudio de Reinhold Begas. En Viena, pasó dos años en el estudio de Rudolf Weyr, y después pasó los años de 1885 a 1903 en Roma. 
Entre 1890-95, realizó la primera versión de la escultura de bronce de la "amazona a caballo", que se considera su obra maestra. La escultura de 85 centímetros de alto del escultor todavía poco conocido recibió gran cantidad de aplausos en la Exposición de Arte de Berlín en 1885. El Káiser Guillermo II ordenó una versión a mayor escala, que fue erigida en 1898 en frente de la Galería Nacional de Berlín. Una réplica puede hallarse Tiergarten berlinés.
En 1902, se une junto a su amigo, el escultor de animales August Gaul, al grupo de artistas de la Secesión berlinesa. Desde 1906, Tuaillon estuvo otra vez en Berlín como profesor en la Academia. Es uno de los precursores de los métodos pedagógicos modernos en la enseñanza de las artes.
Sus desnudos de héroes sobre temas clásicos pueden verse en parques públicos en Berlín, Bremen, Mecklemburgo, Barnim, Bad Freienwalde y el Castillo de Merseburgo.

## Obras

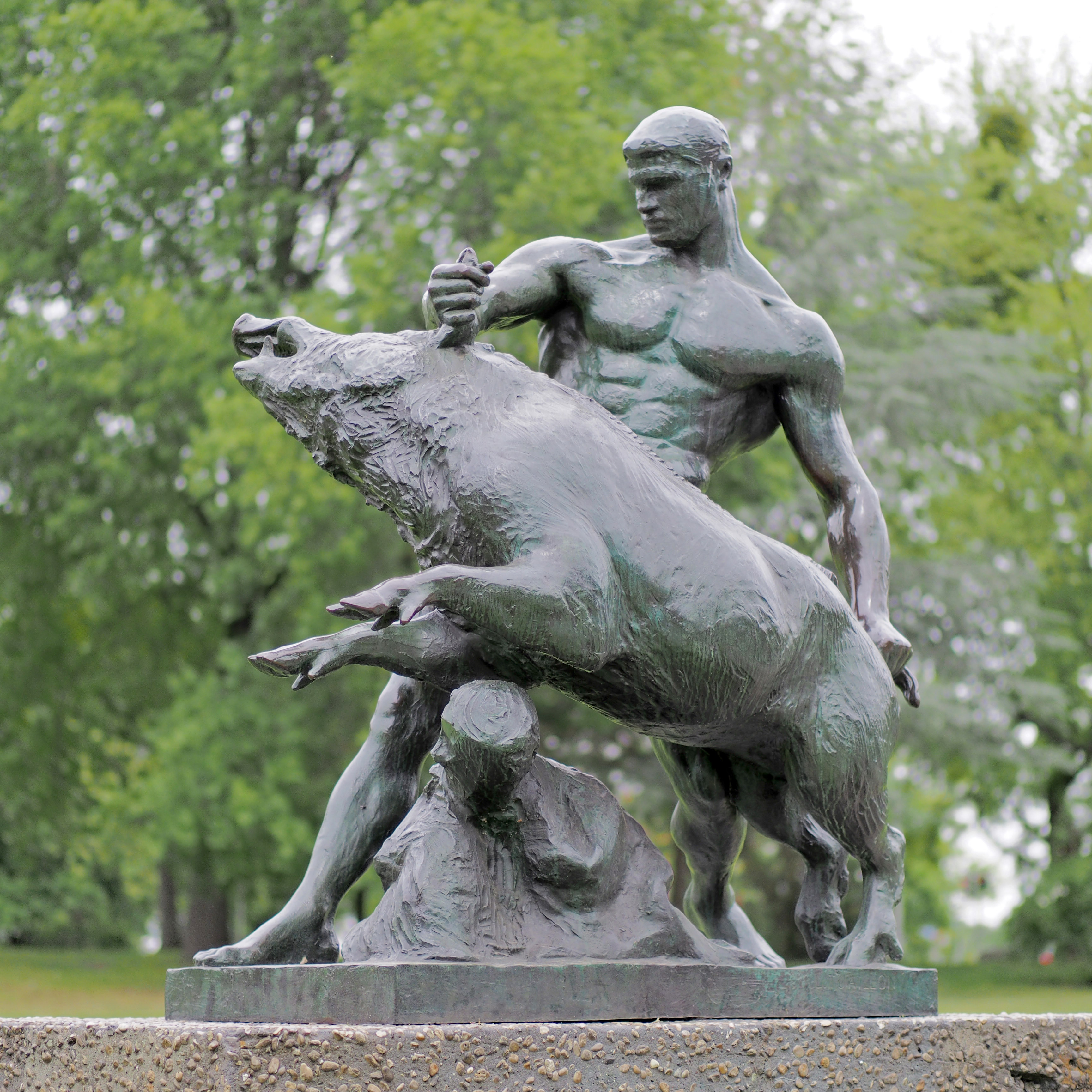
Estatua de Hércules en Berlín
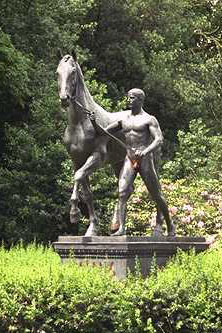
El palafrenero, Bremen
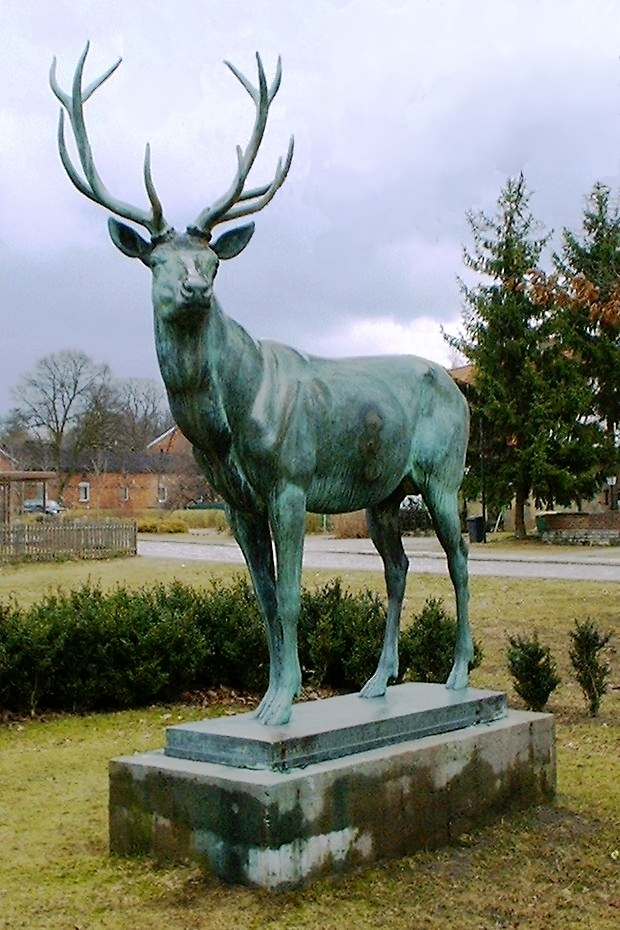
Ciervo en Barnim
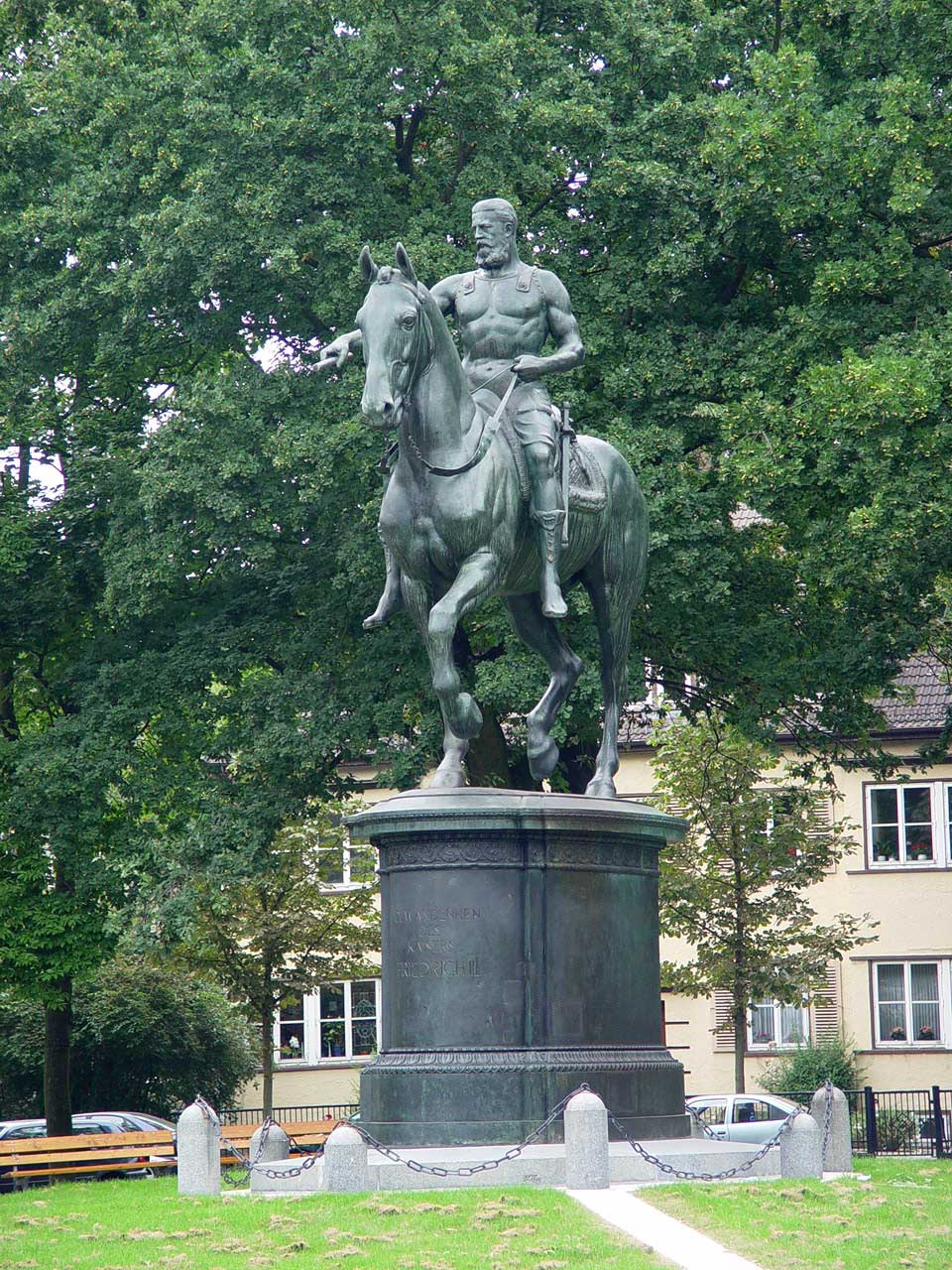
Káiser Federico III, Bremen
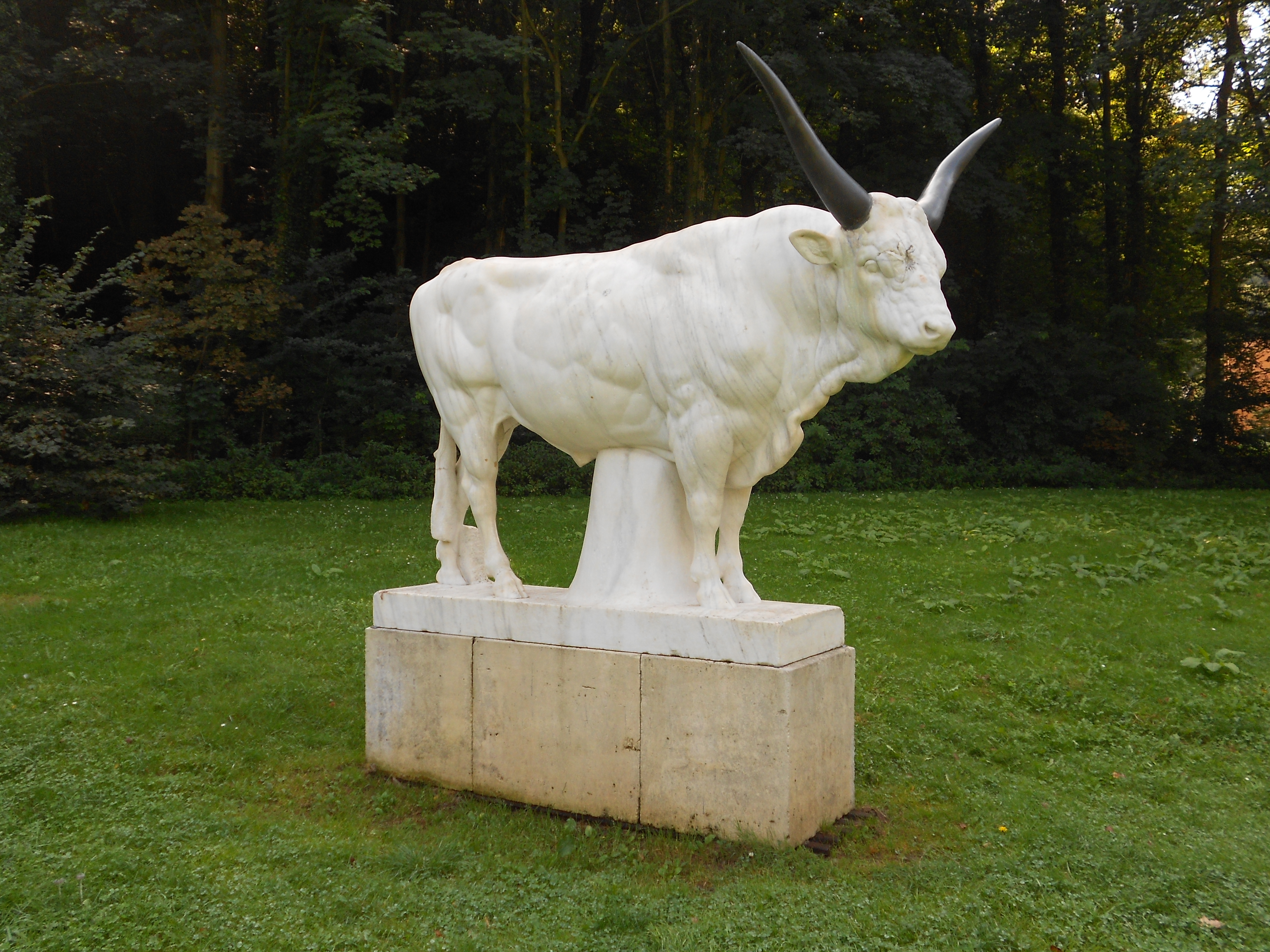
Toro de mármol, parque de Bad Freienwalde
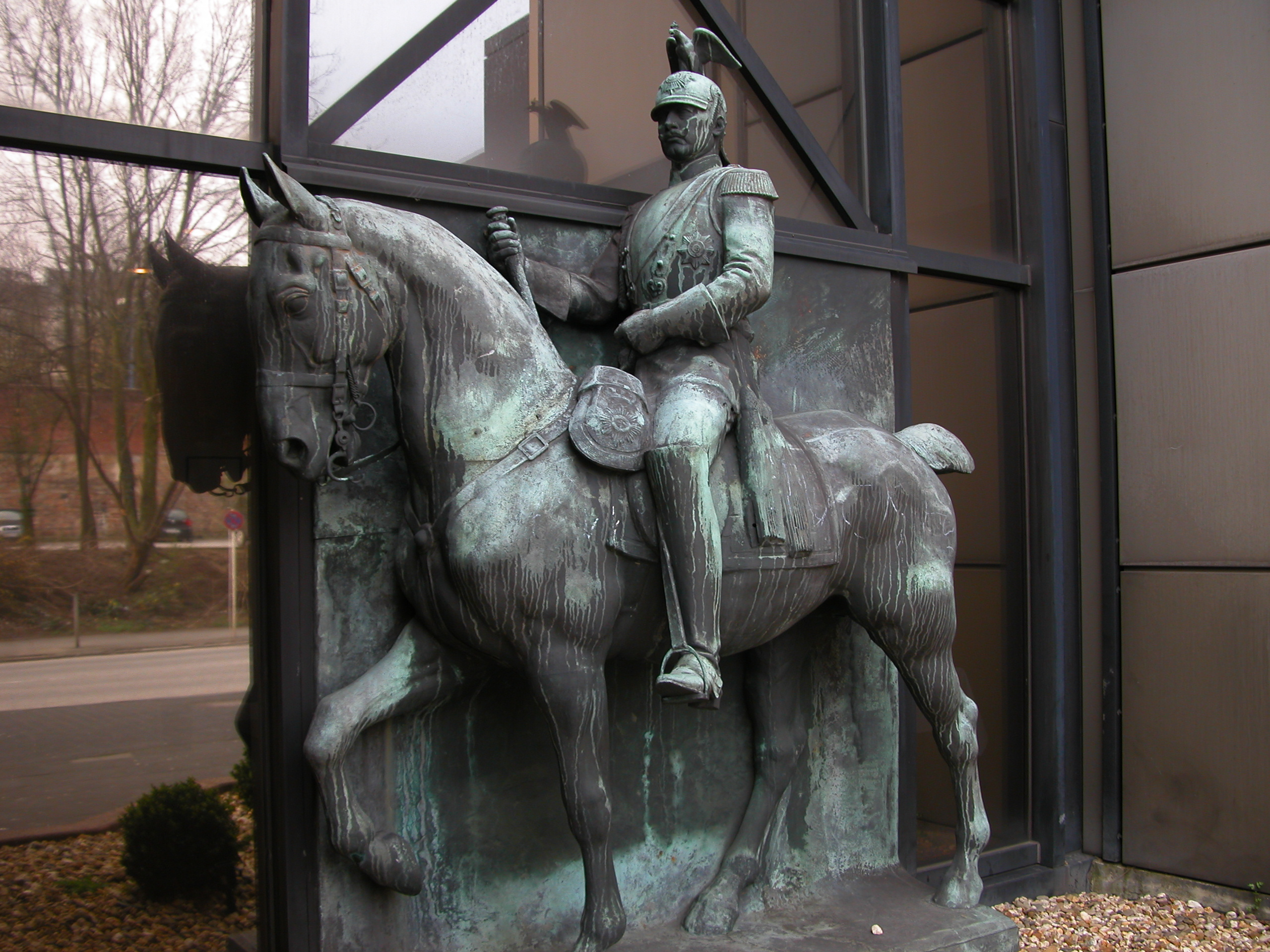
Káiser Guillermo II, en Elberfeld
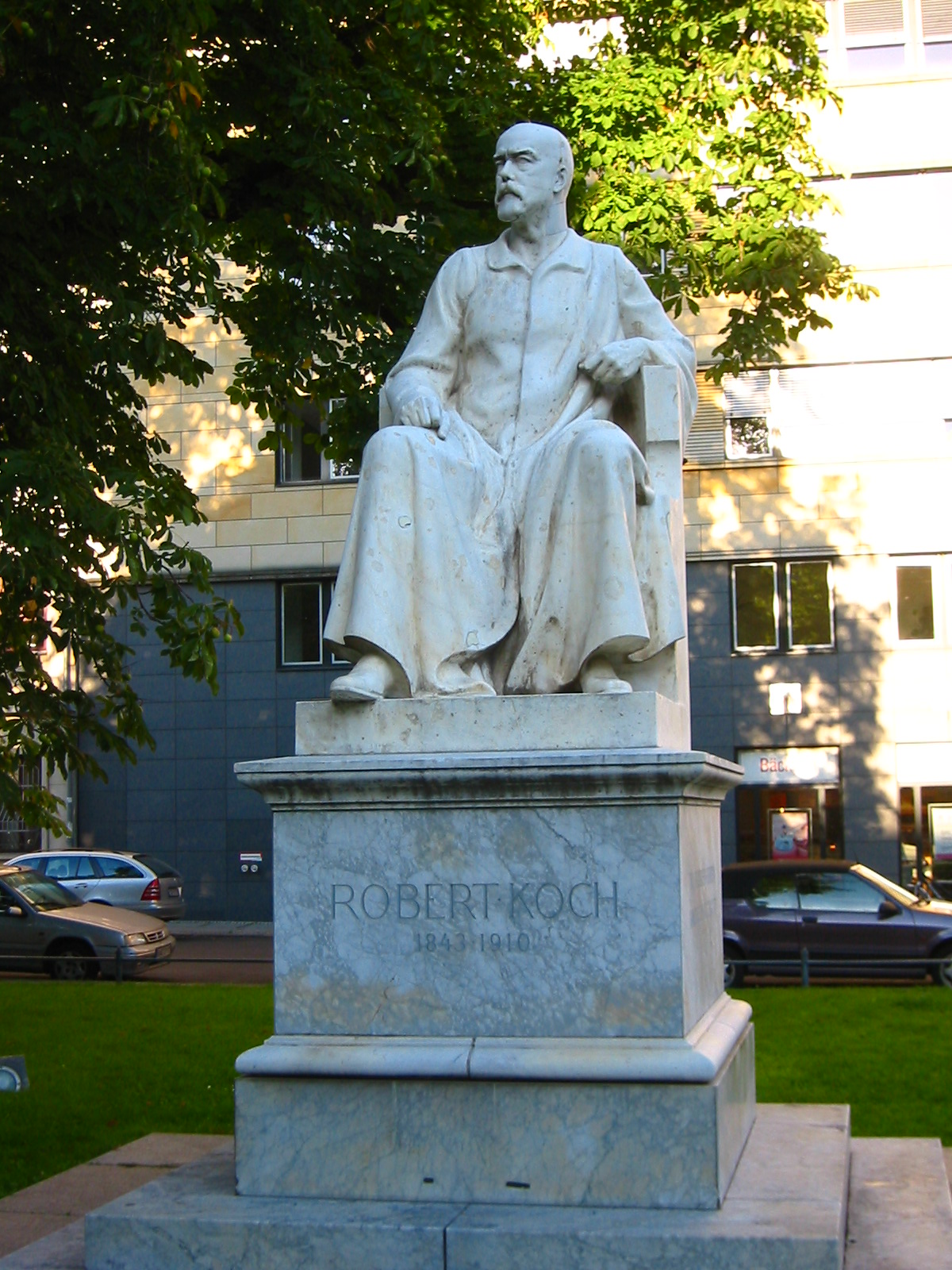
Estatua de Robert Koch, frente a la Charité de Berlín